# 广东山胡椒
广东山胡椒（学名：Lindera kwangtungensis）为樟科山胡椒属下的一个种。